# DSA-418
La DSA-418 es una carretera perteneciente a la Red Secundaria de la Diputación Provincial de Salamanca que une las carreteras  N-620  y  DSA-309 , con la localidad de Villasdardo.
Además, también pasa por las localidades de Villar de los Álamos, Cabeza de Diego Gómez, Sando, y Santa María de Sando.

## Origen y Destino
La carretera  DSA-418  tiene su origen en Aldehuela de la Bóveda en la intersección con las carreteras  N-620  y  DSA-309 , y termina en la intersección con la carretera  DSA-430  en Villasdardo formando parte de la Red de carreteras de Salamanca.